# Annika Wiese
Annika Wiese (* 14. Oktober 1993 in Paderborn) ist eine deutsche Squashspielerin.

## Leben
Annika Wiese spielte 2013 und 2014 auf der WSA World Tour. Ihre höchste Position in der Weltrangliste erreichte sie mit Rang 132 im April 2014. Mit der deutschen Nationalmannschaft nahm sie 2012, 2014 und 2018 an der Weltmeisterschaft teil. Zudem stand sie mehrere Male im Kader bei Europameisterschaften. 2015 wurde sie deutsche Vizemeisterin.
Wiese spielt in der 1. Bundesliga für den Paderborner SC.

## Erfolge
- Deutsche Vizemeisterin: 2015